# Трошичев, Александр Александрович
Тро́шичев Александр Александрович (25 марта 1908, с. Воскресенское, Вологодская губерния — 1984, Ленинград, СССР) — советский живописец и график, член Ленинградского Союза художников.

## Биография
Трошичев Александр Александрович родился 25 марта 1908 года в селе Воскресенском Вологодской губернии. Детские годы будущего художника прошли в крестьянской семье деда. В 1922 году А. Трошичев поступил в керамическую школу при Ленинградском фарфоровом заводе имени М. В. Ломоносова. После окончания работал живописцем по фарфору.
В 1928 году поступил на живописный факультет ленинградского ВХУТЕИНа. Занимался у Дмитрия Кардовского, Исаака Бродского. В 1936 году окончил институт по мастерской профессора Бродского с присвоением квалификации художника живописи. Дипломная работа — картина «Утро».
По окончании института преподаёт в Средней художественной школе при Всероссийской Академии художеств. После начала Великой Отечественной войны добровольцем уходит на фронт. В составе 2-й ударной армии проходит путь от Невы до Эльбы. Воевал на Ленинградском фронте, в Восточной Пруссии, Померании. Лейтенант. Награждён орденом «Красной Звезды», медалью «За оборону Ленинграда». Написал картины «В боях за Будапешт», «Дунайская флотилия при освобождении Вены», создал серию гуашей о Великой Отечественной войне.
После демобилизации преподаёт в Ленинградском институте живописи, скульптуры и архитектуры имени И. Е. Репина, совмещая педагогическую работу с творческой и общественной деятельностью. Участвует в выставках с 1936 года, пишет жанровые картины, пейзажи, натюрморты. Автор картин «Моряки в боях за Будапешт» (1951, совместно с художником А. Ефимовым, в ЦВММ), «Ленинград. 7 ноября» (1956), «Натюрморт. Осень» (1958), «В праздничный день на Неве» (1960) и других.
Скончался в 1984 году в Ленинграде. 
Произведения А. А. Трошичева находятся в музеях и частных собраниях в России, США, Италии, США, Великобритании и других странах.

## Выставки
- 1951 год (Ленинград): Выставка произведений ленинградских художников.
- 1956 год (Ленинград): Осенняя выставка произведений ленинградских художников.
- 1958 год (Ленинград): Осенняя выставка произведений ленинградских художников.
- 1960 год (Ленинград): Выставка произведений ленинградских художников.